# Пицшвиц
Пи́цшвиц или Бе́чицы (нем. Pietzschwitz; в.-луж. Běčicy) — деревня в Верхней Лужице, Германия. Входит в состав коммуны Гёда района Баутцен в земле Саксония. Подчиняется административному округу Дрезден.

## География
Находится около четырёх километров от административного центра коммуны Гёда поблизости от федеральной автомобильной дороги А4.
Соседние населённые пункты: на северо-востоке — деревня Пречецы, на юге — деревня Дарин, на юго-западе — деревня Нездашецы, на западе — деревня Коблицы и на северо-западе — деревня Чешкецы.

## История
Впервые упоминается в 1225 году под наименованием Hermannus de Pictzwic.
С 1939 по 1994 года входила в состав коммуны Кобленц. С 1994 года входит в современную коммуну Гёда.
В настоящее время деревня входит в состав культурно-территориальной автономии «Лужицкая поселенческая область», на территории которой действуют законодательные акты земель Саксонии и Бранденбурга, содействующие сохранению лужицких языков и культуры лужичан.
Исторические немецкие наименования:
- Hermannus de Pictzwicz, 1225
- Peczicz, 1377
- Beczicz, 1414
- Petczhiz, 1419
- Bitzschicz, 1522
- Piczschicz, 1538
- Pitschwitz, 1569

## Население
Официальным языком в населённом пункте, помимо немецкого, является также верхнелужицкий язык.
Согласно статистическому сочинению «Dodawki k statisticy a etnografiji łužickich Serbow» Арношта Муки в 1884 году проживало 116 человек (из них — 103 серболужичанина (89 %)).
Лужицкий демограф Арношт Черник в своём сочинении «Die Entwicklung der sorbischen Bevölkerung» указывает, что в 1956 году при общей численности в 696 человек серболужицкое население деревни составляло 35, 2 % (из них верхнелужицким языком активно владело 161 человек, 22 — пассивно и 62 несовершеннолетних владели языком).
| 1834 | 1871 | 1890 | 1910 | 1925 | 2006 | 2016 |
| ---- | ---- | ---- | ---- | ---- | ---- | ---- |
| 114  | 118  | 135  | 133  | 140  | 94   | 95   |

## Достопримечательности
Памятники культуры и истории земли Саксония
- Северные, западные и южные хозяйственные постройки бывшей усадьбы, в том числе южный сарай на дороге; дома 1, 1b, 1c, 1d, 1e, 1f, 1g, 1h, 2; XVIII век (№ 09254985);
- Жилой дом с угловым зданием, д. 3, 1820 год (№ 09252360);
- Жилой дом с фонтаном и ручным насосом, д. 11, половина XIX века (№ 09251325);
- Wohnstallhaus, д. 14, половина XIX века (№ 09251332)
- Жилой дом, д. 15, 1820 год (№ 09252359);
- Жилой дом, д. 16, половина XIX века (№ Жилой дом, д. 15, 1820 год (№ 09252359).

## Известные жители и уроженцы
- Френцель, Михал (1628—1706) — серболужицкий писатель, переводчик, один из творцов литературного верхнелужицкого языка.